# Gjódži Macumoto
Gjódži Macumoto (13. srpna 1934 – 2. září 2019) byl japonský fotbalista.

## Klubová kariéra
Hrával za Urawa Club.

## Reprezentační kariéra
Gjódži Macumoto odehrál za japonský národní tým v roce 1958 jediné reprezentační utkání.

## Statistiky
| Japonsko | Japonsko | Japonsko |
| Roky     | Záp.     | Góly     |
| -------- | -------- | -------- |
| 1958     | 1        | 0        |
| Celkem   | 1        | 0        |